# Indigofera ionii
Indigofera ionii là một loài thực vật có hoa trong họ Đậu. Loài này được Jarvie & C.H.Stirt. miêu tả khoa học đầu tiên.